# Cool Car 500
Cool Car 500 Limited war ein britischer Hersteller von Automobilen.

## Unternehmensgeschichte
Mark David Dart und Paul Leslie Miller gründeten am 19. Juli 2004 das Unternehmen in London. Sie begannen mit der Produktion von Automobilen und Kits. Der Markenname lautete Cool Car 500. Am 31. Oktober 2006 wurde das Unternehmen aufgelöst. Insgesamt entstanden etwa zehn Exemplare.

## Fahrzeuge
Im Angebot stand nur ein Modell. Es basierte auf dem Fiat Nuova 500. Es war ein reiner Zweisitzer ohne Dach, mit einer kleinen Windschutzscheibe. Im Gegensatz zu den ähnlich konzipierten Modellen von Barchetta und Simod hatten die Fahrzeuge Türen und Überrollbügel hinter den Sitzen.